# Dr Pepper
Dr Pepper är en läskedryck från USA. Märket ägs av Dr Pepper Snapple Group.

## Historia[1]
Dr Pepper blev för första gången utbjuden för försäljning i staden Waco, Texas, år 1885. Receptet hade tagits fram av apotekaren Charles Alderton i Morrison's Old Corner Drug Store i Waco. Han erbjöd affärsinnehavaren Wade Morrison att pröva den nya drycken, och den föll honom i smaken. Efter ytterligare smaktester förmådde Alderton Morrison att låta sina butikskunder provsmaka nyheten. Stamkunderna gillade drycken och började allt oftare beställa en "Waco". Drycken gjorde succé med sin körsbärs- och root beer-liknande smak. 

### I Sverige
I Sverige introducerades Dr Pepper 1980 av bolaget PolarCoFoods som hade agenturen för Dr Pepper och Budweiser. Dr Pepper fanns vid introduktionen endast som 33 cl burk. Läsken producerades i USA och fraktades till Sverige med båt. I Sverige tillverkades Dr Pepper senare på licens av TILL-bryggerierna och fanns att köpa på såväl 33 cl glasflaska som 33 cl burk. Falcon tog senare över tillverkningen innan de sedan gick samman med det danska bryggeriet Carlsberg. De tillverkade Dr Pepper i 50 cl-flaskor. Numera har Spendrups tagit över tillverkningen och försäljningen i Sverige på licens från Cadbury Schweppes. I Sverige finns Dr Pepper i 50cl pet-flaska, 1,5 liters pet-flaska och 33cl burk som är svensktillverkade.

### I USA
I USA säljs olika smaker av Dr Pepper, bland annat Diet Dr Pepper, koffeinfri Dr Pepper och Cherry Vanilla Dr Pepper.
```
I likhet med 
Coca-Cola
 innehåller Dr
 
Pepper 
fosforsyra
. I innehållsförteckningen står att det ingår smakämnen från många olika frukter och det är anledningen till att den har en unik smak. Den innehåller bland annat tillsatsämnet 
bensaldehyd
, vilket ger drycken en smak av mandel vilket tillverkaren gillade.
[
3
]
```